# Engelbert Wichelhausen
Engelbert Wichelhausen (* 19. Juli 1748 in Bremen; † 28. März 1819 in Bremen) war ein Kaufmann und Bremer Senator.

## Biografie
Wichelhausen war der Sohn des gleichnamigen Kaufmanns und Ratsherrn Engelbert Wichelhausen (1729–1771) und seiner ersten Frau Almata (1727–1757) und Enkel des Weinkaufmanns und Ratsherrn Engelbert Wichelhausen (1679–1761) sowie Schwager von Senator/Ratsherr Jacob Ludwig Iken.
 
Er war verheiratet mit der Bürgermeistertochter Rebecca Iken (1753–1829); beide hatten einen Sohn, den späteren Senator und Bremer Bürgermeister Wilhelm Ernst Wichelhausen (1769–1823). Sie wohnten in Bremen, Markt 1.
Er absolvierte seine Schulzeit in Bremen und machte eine Ausbildung zum Weinhändler. Er wurde Inhaber Weinhandlung Buxdorf Wichelhausen & Co.

Von 1787 bis 1819 (†) war er als Nachfolger von Hermann Heymann Bremer Senator. In dieser Zeit waren nur wenige Senatoren Kaufleute, die meisten jedoch Juristen. In der Bremer Franzosenzeit war er 1811/13 provisorischer Munizipalrat (Gemeinderat). Er besaß seit 1788 den Landsitz Hasse als Landgut Wichelhausen bzw. Landgut Iken an der Rockwinkler Landstraße 43.